# Hieracium colliniforme
Hieracium colliniforme là một loài thực vật có hoa trong họ Cúc. Loài này được (Peter) Roffey mô tả khoa học đầu tiên.